# Gamezebo
Gamezebo es un sitio web que se centra en la cobertura editorial de la industria de los juegos móviles y ofrece entrevistas, reseñas, avances, guías de estrategia y noticias. Se centraba en juegos casuales, pero después de un rediseño en 2014, el sitio cambió de dirección para destacar principalmente los juegos móviles.
El sitio ha presentado juegos de estudios y editores, incluidos PlayFirst, Big Fish Games, Oberon, RealArcade/GameHouse, MumboJumbo, Playrix, Gogii Games, Sandlot Games, Reflexive Entertainment, Row Sham Bow. Inc y Last Day of Work. El sitio también destaca nuevos juegos web, juegos casuales multijugador masivo en línea (MMO) y videojuegos casuales de consola.
Los desarrolladores y editores de juegos casuales también se refieren al sitio en lo que respecta a sus reseñas, noticias y tutoriales.

## Historia
Gamezebo fue fundada en 2006 por Joel Brodie, exdirector de desarrollo empresarial de Yahoo! Games, y con los años ha crecido hasta convertirse en el medio web líder en juegos casuales, con hasta 3,5 millones de vistas por día. Para hacer frente al cambio de los juegos casuales a los juegos sociales, el sitio web de Gamezebo recibió una gran actualización en febrero de 2010.

### Escritores
Además del propietario Joel Brodie y el editor en jefe Jim Squires, Gamezebo tiene una red independiente de unas 20 personas que cubren la industria de los juegos casuales y sociales. Los colaboradores actuales y pasados incluyen a Marc Saltzman, Scott Steinberg, David Laprad, Justin McElroy, Kyle Orland, Chuck Miller, Margie Bissainthe, Meryl K. Evans, Vinny Carrella, Andrew Hayward, Erin Bell, Andrew Webster, Christina Winterburn, Lisa Haasbroek, Martijn Müller, Brandy Shaul, Talor Berthelson, Tawny Müller, Nick Tylwalk y Brian Anthony Thornton.

### Los Zeebys
En 2007, Gamezebo y Casual Games Association lanzaron conjuntamente Zeebys, un conjunto de premios que reconocen lo mejor en juegos casuales cada año. Los premios se dividen en dos categorías: los premios People's Choice Awards son votados por el público en general, mientras que los premios Craft Awards son votados por miembros registrados de la Casual Games Association. Los ganadores del premio Zeeby 2006 se anunciaron en Ámsterdam, Países Bajos como parte de CGA Europe: West de 2007.

### Premios y participación de la industria
En 2008, Gamezebo fue nominado para un premio Webby por la Academia Internacional de Artes y Ciencias Digitales en la categoría de Mejor sitio web relacionado con videojuegos.